# 조 스캘리
조지프 마이클 스캘리(영어: Joseph Michael Scally, 2002년 12월 31일 ~ )는 미국의 축구 선수로 현재 독일 분데스리가의 보루시아 묀헨글라트바흐와 미국 축구 국가대표팀에서 라이트 백으로 활약하고 있다.